# FK Glasinac Sokolac
El FK Glasinac Sokolac es un equipo de fútbol de Bosnia y Herzegovina que juega en la Segunda Liga de la República Srpska, una de las ligas regionales que conforman la tercera división de fútbol en el país.

## Historia
Fue fundado en el año 1936 en la ciudad de Sokolac en la República Srpska como parte del club multideportivo SD Sokolac, aparte de que este equipo cuenta también con una estructura bien definida en categorías menores que compite a nivel nacional.
De 1936 a 1941 el club solo tuvo jugadores jóvenes de la región de Romanija y paró sus actividades durante la Segunda Guerra Mundial, las cuales reanudó en 1949 en las divisiones regionales de la desaparecida Yugoslavia hasta la Guerra de Bosnia en 1992.
En abril de 1993 se une a la Asociación de Fútbol de la República Srpska e inició en la Primera Liga de la República Srpska donde fue un participante constante hasta que en la temporada 2002/03 juega por primera vez en la Liga Premier de Bosnia y Herzegovina.

## Entrenadores

### Entrenadores destacados
- Mihajlo Bošnjak
- Milan Makić
- Milan Renovica